# Bailey Gavulic
Bailey Gavulic (* 8. April 1998) ist eine US-amerikanische Schauspielerin.

## Leben
Gavulic wurde am 8. April 1998 geboren und ist Absolventin der The University of South Florida. Erste Besetzungen als Schauspielerin erhielt sie ab 2012 in mehreren Kurzfilmen sowie eine Nebenrollen in Psychology of Secrets aus dem Jahr 2013. 2017 war sie in der Rolle der Victoria Hendricks im Film No Place in This World zu sehen. Im selben Jahr hatte sie zudem eine Besetzung im Kurzfilm Tuesday und eine Episodenrolle in der Fernsehserie Legion of Ru. 2018 folgten Rolen in den Kurzfilmen Probaphobe und A Face in the Crowd sowie eine Nebenrolle in At the End of the Day. 2019 wirkte sie in insgesamt zehn Episoden der Fernsehserie Fear the Walking Dead in der Rolle der Annie mit.

## Filmografie (Auswahl)
- 2012: The Moon Child (Kurzfilm)
- 2013: Psychology of Secrets
- 2016: On Your Street (Kurzfilm)
- 2016: Cassandra (Kurzfilm)
- 2016: Prodigal (Kurzfilm)
- 2017: Tuesday (Kurzfilm)
- 2017: No Place in This World
- 2017: Legion of Ru (Fernsehserie, Episode 1x01)
- 2018: Probaphobe (Kurzfilm)
- 2018: At the End of the Day
- 2018: A Face in the Crowd (Kurzfilm)
- 2019: Fear the Walking Dead (Fernsehserie, 10 Episoden)